# Камень помазания

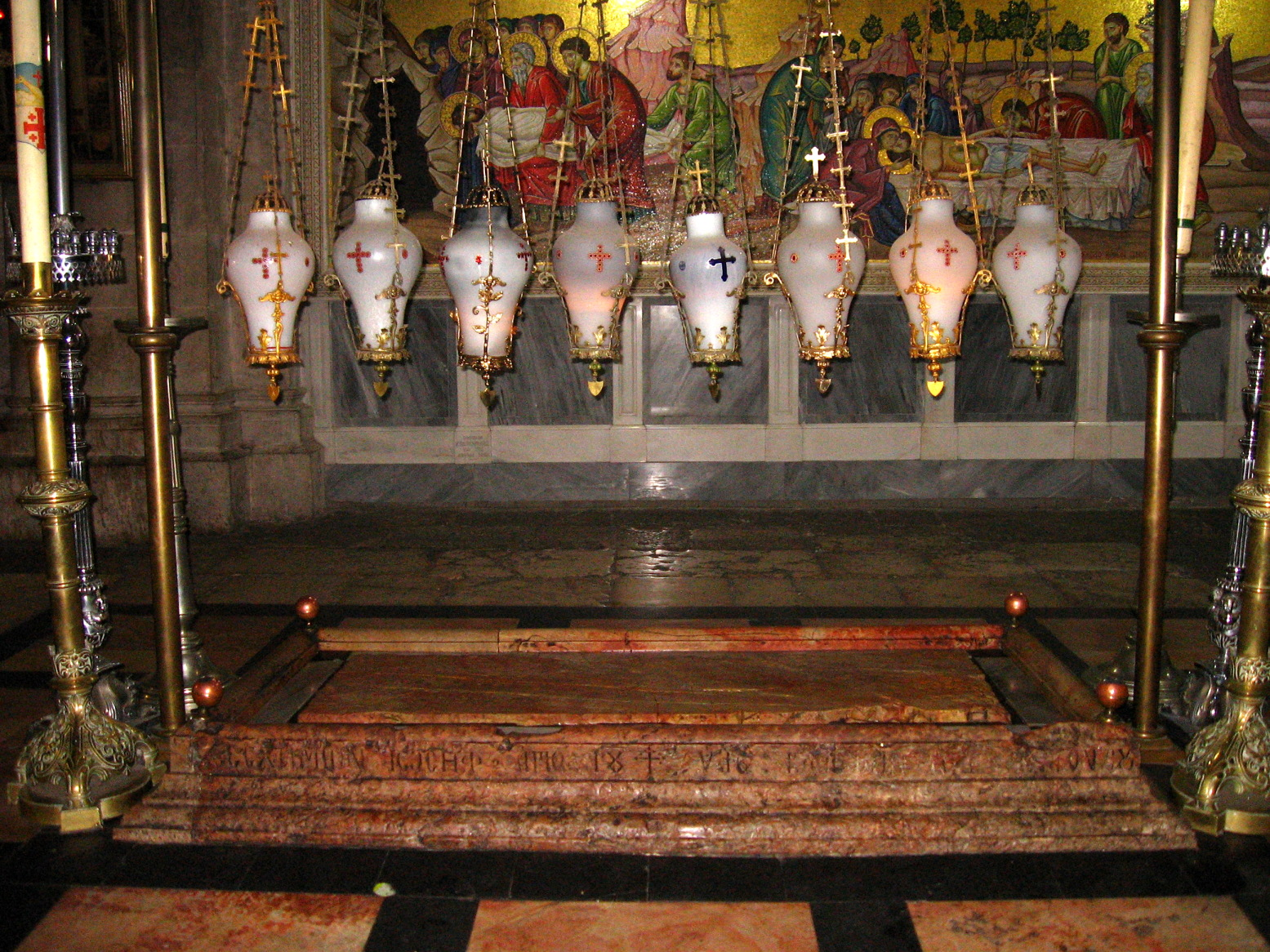
Камень помазания

Камень помазания (также известный как Камень миропомазания, Камень умащения, Доска Господня) — одна из главных христианских святынь, которая находится в центральном притворе Храма Гроба Господня (является 13-м стоянием (остановкой) «Крестного пути Иисуса Христа»).

## Священное Предание
Согласно Священному Преданию, на этот камень положили тело Христа после снятия его с креста, и именно здесь Иосиф Аримафейский и Никодим подготовили к погребению тело, совершили помазание миром и алоэ. Затем отсюда тело Христа отнесли и положили его в гроб.

## Описание
Подлинный камень скрыт плитой из бледно-розового мрамора, предохраняющей его от повреждения, размером в 2,7 м в длину, 1,3 м в ширину и толщиной в 30 см. На боковых сторонах вырезан греческий текст тропаря святому Иосифу Аримафейскому:
Благообразный Иосиф, с древа снем Пречистое Тело Твое, плащаницею чистою обвив, и вонями во гробе нове покрыв положи.
Над камнем помазания горит 8 неугасимых лампад, по числу представленных в Храме христианских конфессий: православных, католиков,армян, маронитов, коптов, сирийцев, эфиопов и грузин. Слева от камня помазания на каменном полу сделан мраморный круг — место, на котором стояла Богородица, когда помазывали тело Христа. Направо находится вход на Голгофу.
На мраморной доске, расположенной рядом, по-гречески написан евангельский текст:
После сего Иосиф из Аримафеи — ученик Иисуса, но тайный из страха от Иудеев, — просил Пилата, чтобы снять тело Иисуса; и Пилат позволил. Он пошел и снял тело Иисуса.  Пришел также и Никодим, — приходивший прежде к Иисусу ночью, — и принес состав из смирны и алоя, литр около ста. Итак они взяли тело Иисуса и обвили его пеленами с благовониями, как обыкновенно погребают Иудеи.  На том месте, где Он распят, был сад, и в саду гроб новый, в котором еще никто не был положен.  Там положили Иисуса ради пятницы Иудейской, потому что гроб был близко.(Ин. 19:38-42)

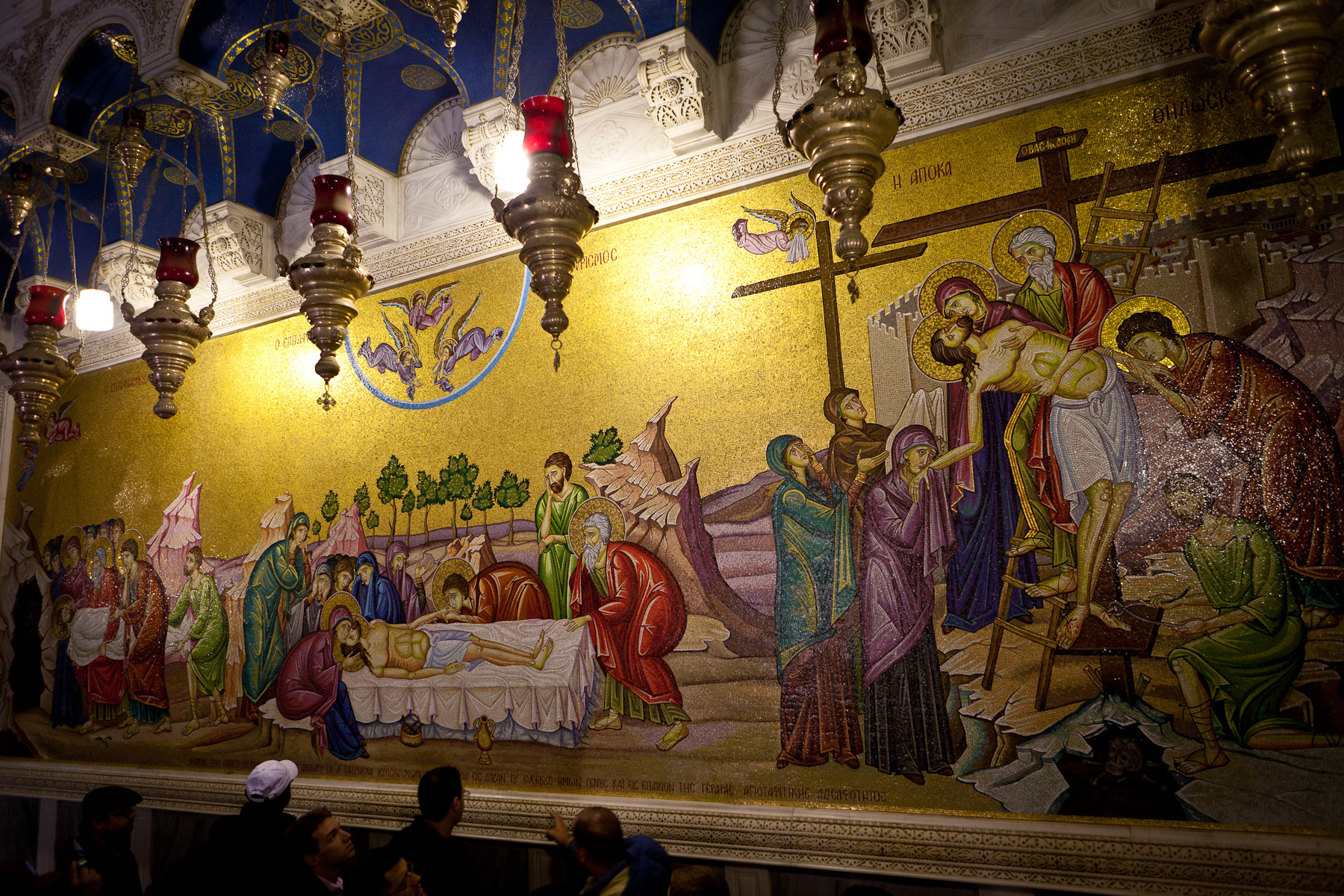
Мозаичное панно на стене за камнем помазания.

Евангельские события — Снятие с Креста, Помазание миром и Положение во Гроб — изображены на мозаичном панно на стене за камнем помазания. Мозаика выполнена по благословению Блаженнейшего Патриарха Иерусалимского Диодора в 1990 году архитектором Власисом Цоцонисом.

## Паломничество
Считается, что камень помазания мироточит, поэтому паломники, посещающие храм, прикасаются к камню и кладут на него нательные крестики, иконы, свечи, собирают платками благодатное миро, исцеляющее от недугов.

## Галерея

Камень помазания
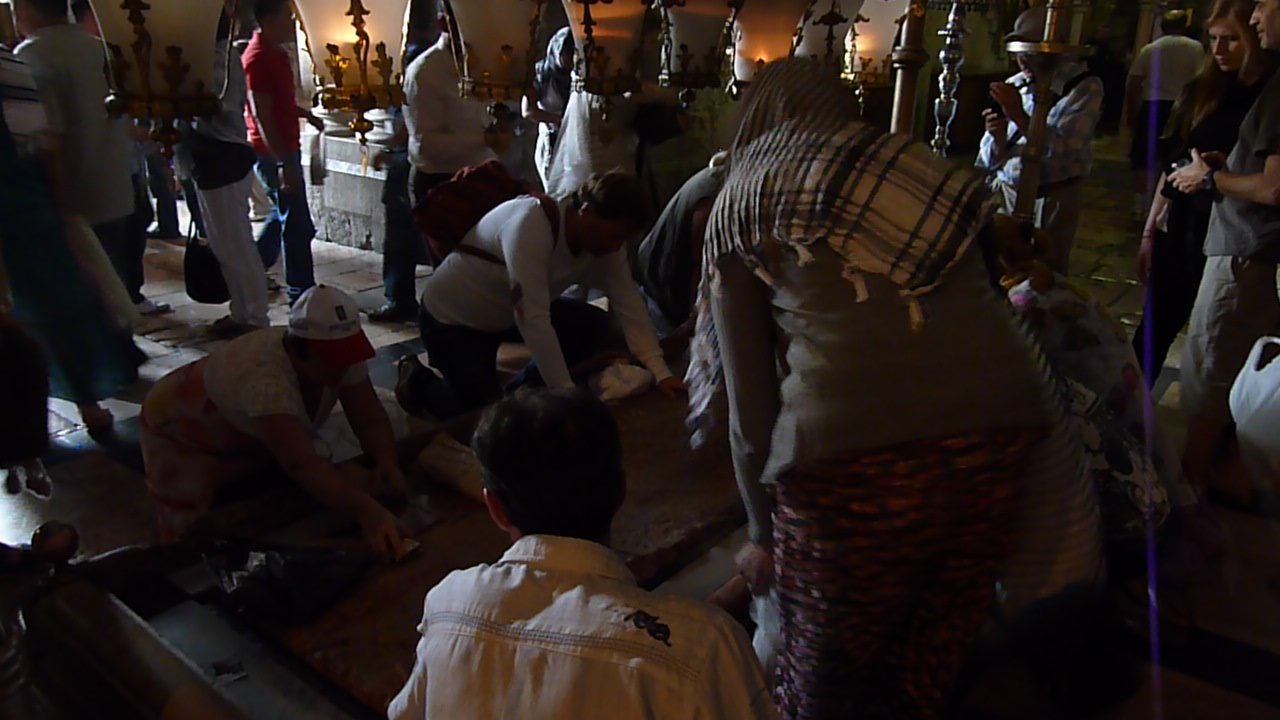
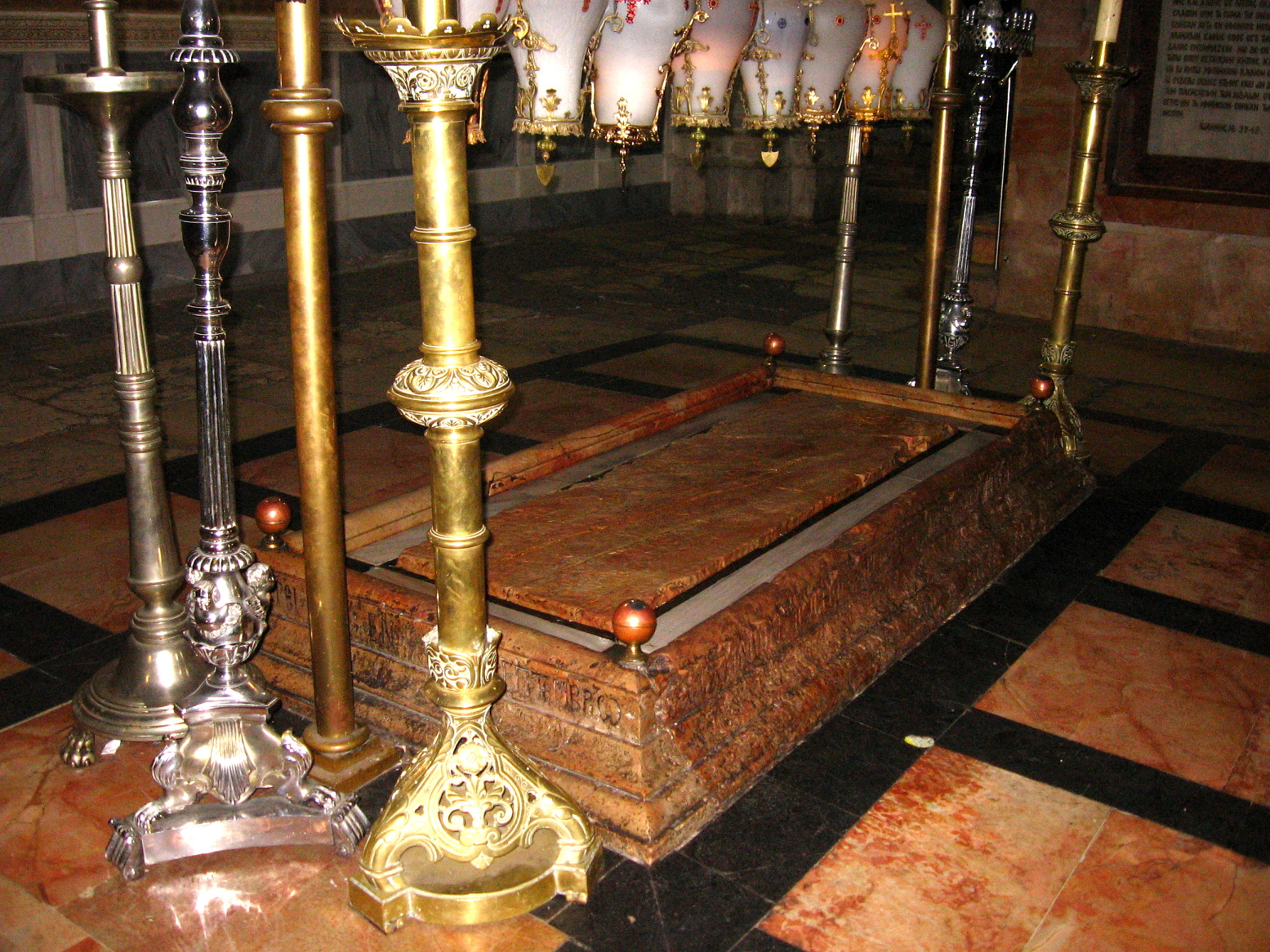
Камень помазания
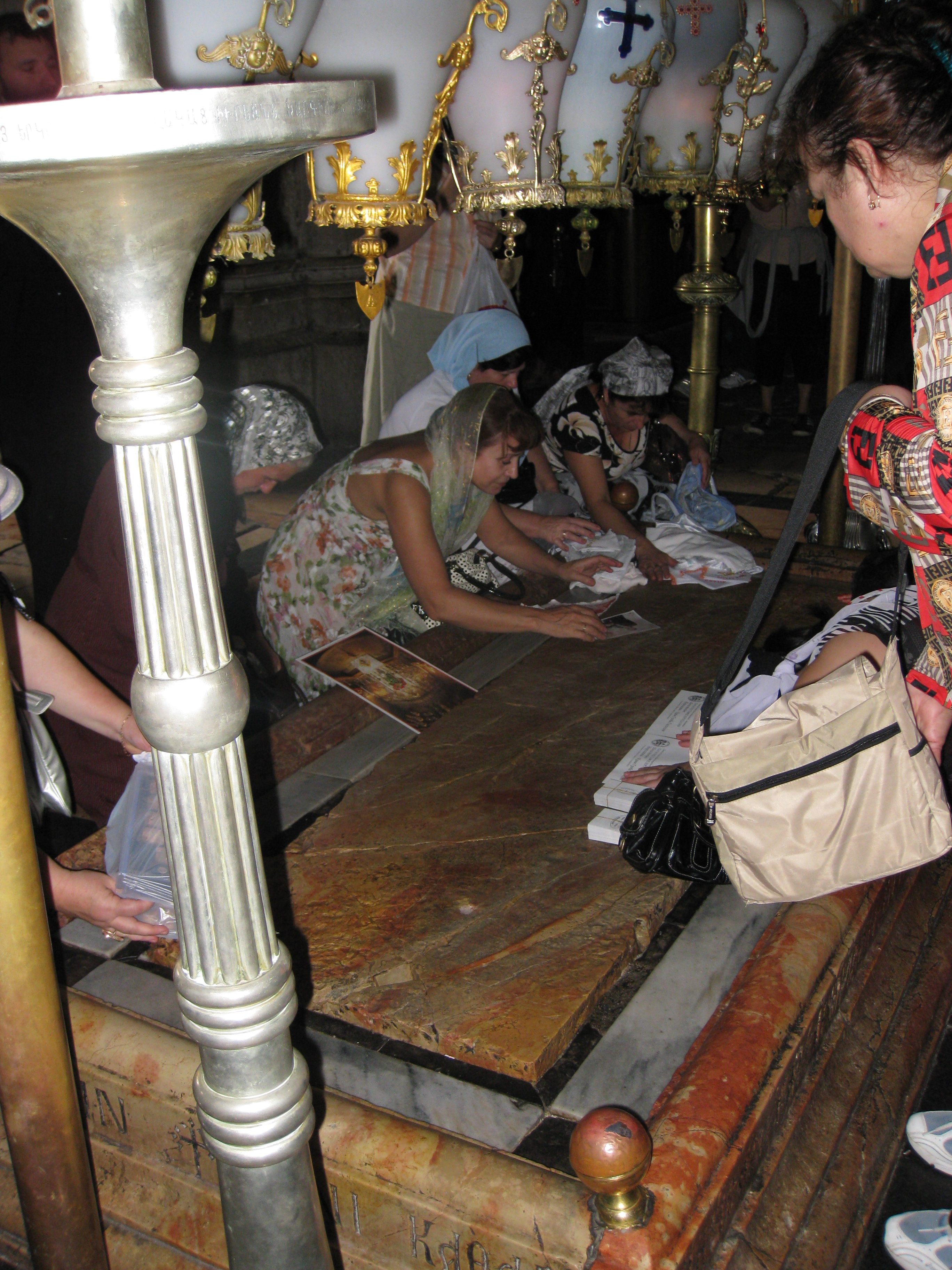
Паломники освящают  на камне иконы
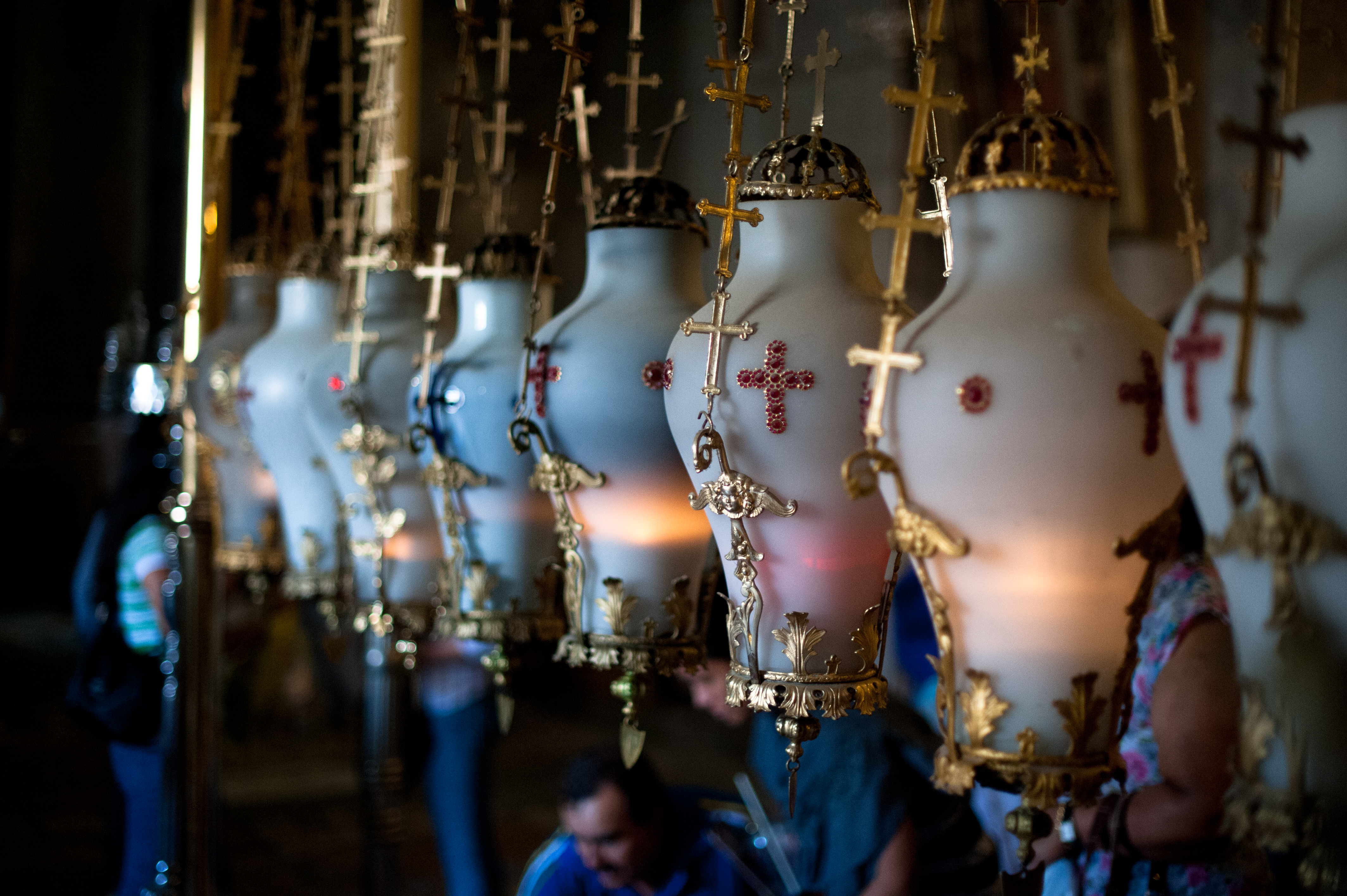
8 неугасимых лампад